# 德兰库尔
德兰库尔（法語：Delincourt，法語發音：[dəlɛ̃kuʁ]）是法国瓦兹省的一个市镇，属于博韦区。

## 地理
德兰库尔（49°14'48"N, 1°49'49"E）面积8.05 平方千米，位于法国上法蘭西大區瓦兹省，该省份为法国北部内陆省份，北起索姆省，西接厄尔省和滨海塞纳省，南至塞纳-马恩省和瓦兹河谷省，东临埃纳省。
与德兰库尔接壤的市镇（或旧市镇、城区）包括：布比耶、尚博尔、韦克桑地区肖蒙、拉坦维尔、蒙雅武、雷伊、瑟朗、特里堡。

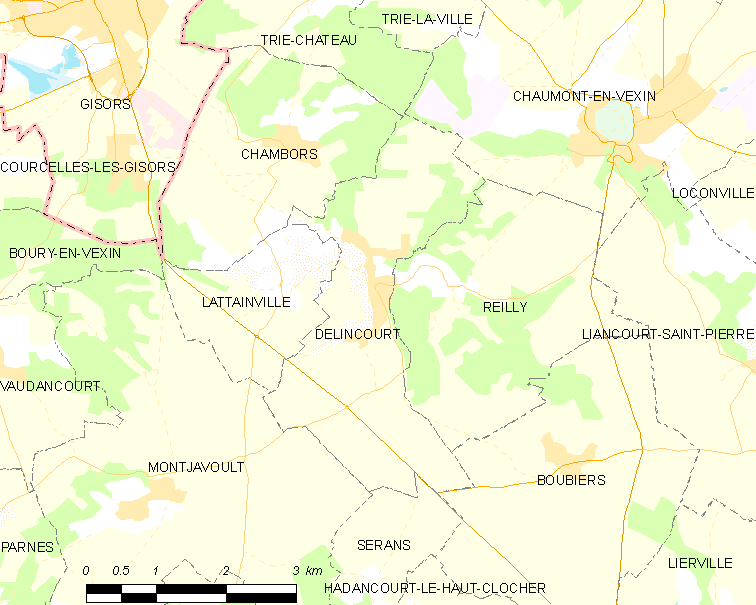
德兰库尔的OSM定位图

德兰库尔的时区为UTC+01:00、UTC+02:00（夏令时）。

## 行政
德兰库尔的邮政编码为60240，INSEE市镇编码为60195。

## 政治
德兰库尔所属的省级选区为韦克桑地区肖蒙县。

## 人口

1962-2008年间德兰库尔人口变化图示

德兰库尔于2022年1月1日时的人口数量为533人。